# Gayane Chebotarian
Gayane Chebotarian, née le 8 novembre 1918 à Rostov-sur-le-Don et morte le 16 janvier 1998 à Moscou, est une compositrice et musicologue arménienne.

## Biographie
Elle est née à Rostov-sur-le-Don, en Russie et est diplômée du Conservatoire de Leningrad. Elle a étudié la composition avec K'usnaryan et le piano avec Moïsseï Khalfin. En 1947, elle prend en un poste d'enseignement au Conservatoire Komitas d'Erevan où elle est nommée professeur en 1977. Le titre d'Artiste honorée de la RSS d'Arménie lui est décerné en 1965. Elle publie un travail sur la polyphonie caractéristique d'Aram Khachaturian en 1969.

## Œuvres
- Trio avec piano
- Suite pour orchestre no 2
- Six Préludes
- Polifonicheskii al'bom dlia iunoshestva. 13 fortepiannykh p'es, 1975

Son travail a été enregistré et publié sur CD :
- Armenian Piano Trios, CD audio (20 septembre 2004) Et'Cetera, ASIN, B0006Z2LEC